# Alain Corbellari

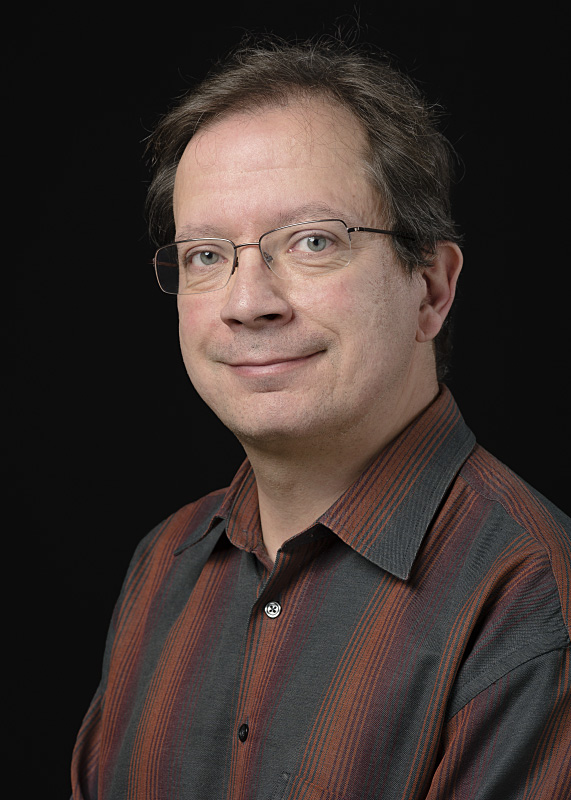
Alain Corbellari (2015)

Alain Corbellari (* 17. Februar 1967 in La Chaux-de-Fonds) ist ein Schweizer Literaturwissenschaftler und Romanist. Er ist Professor für französische Literatur des Mittelalters und ein Neuenburger Schriftsteller.

## Leben
Alain Corbellari promovierte 1996 an der Sorbonne. Seine Dissertation, Joseph Bédier écrivain et philologue, erschien 1997. Er lehrt an den Universitäten Lausanne und Neuenburg. Seine Spezialgebiete sind Geschichte der Mediävistik und Rezeption der mittelalterlichen Literatur in der Moderne. Er publizierte u. a. Des fabliaux et des hommes, Prismes de l’amour courtois et Le Moyen Âge à travers les âges.
Corbellari komponierte weiter eine Kinderoper auf Grundlage von Alice im Wunderland, sinfonische Dichtungen, Klavierstücke und Lieder. Er edierte und publizierte über Charles-Albert Cingria sowie über die musiktheoretischen Schriften von Romain Rolland (Prix Meylan 2013 für Les mots sous les notes. Musicologie littéraire et poétique musicale dans l'oeuvre de Romain Rolland).
2006 erschien sein Roman La mer illusoire.